# Dephlegmatorbetrieb
Als Dephlegmatorbetrieb wird im Kraftwerksbereich ein Betriebsmodus zum Schutz vor Einfrierungen bezeichnet.
Es kann passieren, dass Flüssigkeiten in Rohrleitungen gefrieren und so im schlimmsten Fall eine Zerstörung der Rohrleitung (Rohrreißen) verursachen. Dies zieht Reparaturkosten nach sich und führt eventuell auch zum Stillstand der Kraftwerkanlage.
Um das Gefrieren von Kondensaten in Luftkondensatoren bei niedrigen Umgebungstemperaturen oder bei geringer abzuführender Wärmeleistung zu verhindern, kann in den Dephlegmatorbetrieb umgeschaltet werden.